# NGC 6000
NGC 6000 في الفهرس العام الجديد هي مجرة حلزونية ضلعية تقع في كوكبة العقرب. صُنفت بفئة SB(s)bc في تصنيف المجرات. واكتشفها العالم الفلكي البريطاني جون هيرشل في 8 مايو 1834. وتقع NGC 6000 على بُعد 103 مليون سنة ضوئية من الأرض. وهي ألمع التجمعات المجرية في كوكبة العقرب.
 ولُوحظ مستعران عظميان في التجمع المجري وهما 2007ch و2010as.